# Giovanni Battista Ansaldo
Giovanni Battista Ansaldo (falecido em 1578) foi um prelado católico romano que serviu como bispo de Cariati e Cerenzia (1576–1578).

## Biografia
No dia 24 de outubro de 1576, Giovanni Battista Ansaldo foi nomeado durante o papado de Gregório XIII como Bispo de Cariati e Cerenzia. A 4 de novembro de 1576, foi consagrado bispo por Giulio Antonio Santorio, Cardeal-Sacerdote de San Bartolomeo all'Isola, com Cesare de' Giacomelli, Bispo de Belcastro, e Gaspare Viviani, Bispo de Hierapetra et Sitia, servindo como co-consagradores. Serviu como Bispo de Cariati e Cerenzia até à sua morte em 1578.